# Temaxcaltitla, Hidalgo
Temaxcaltitla är en ort i Mexiko.   Den ligger i kommunen Huejutla de Reyes och delstaten Hidalgo, i den sydöstra delen av landet, 200 km norr om huvudstaden Mexico City. Temaxcaltitla ligger 375 meter över havet och antalet invånare är 229.
Terrängen runt Temaxcaltitla är kuperad åt sydost, men åt nordväst är den platt. Runt Temaxcaltitla är det ganska tätbefolkat, med 248 invånare per kvadratkilometer. Närmaste större samhälle är Huejutla de Reyes, 10,3 km öster om Temaxcaltitla. I omgivningarna runt Temaxcaltitla växer i huvudsak städsegrön lövskog.